# (32520) 2001 OG73
2001 OG73 (asteroide 32520) é um asteroide da cintura principal. Possui uma excentricidade de 0.15654220 e uma inclinação de 9.47236º.
Este asteroide foi descoberto no dia 21 de julho de 2001 por LONEOS em Anderson Mesa.